# طرخشقون بلوشي
طرخشقون بلوشي (الاسم العلمي:Taraxacum baluchistanicum) هو نوع من النباتات يتبع جنس الطرخشقون من الفصيلة النجمية.
سمي هذا النوع نسبةً إلىبلوشستان.